# Saison 2020-2021 des Raptors de Toronto
La saison 2020-2021 des Raptors de Toronto est la 26e saison de la franchise en NBA. Pour cette saison, la franchise est délocalisée à Tampa, en raison des restrictions sanitaires au Canada.
Au début du mois de février, Fred VanVleet bat le record du nombre de points inscrits dans un match, avec 54 points face au Magic d'Orlando. Un transfert important est réalisé à la date limite des transferts, avec l'acquisition de Gary Trent Jr. et le départ de Norman Powell. Néanmoins, l'équipe baisse en régime au cours de la saison et le 10 mai 2021, les Raptors sont officiellement éliminés de la course aux playoffs, une première depuis la saison NBA 2012-2013.

## Relocalisation temporaire des Raptors
La pandémie de Covid-19 continue d'affecter la saison NBA, notamment la franchise de Toronto. En raison des restrictions liées à la pandémie imposées par les autorités canadiennes, les Raptors jouent en Floride leurs matches à domicile, plus précisément à l'Amalie Arena à Tampa.

## Draft
| Tour | Choix | Joueur        | Poste | Nationalité | Provenance                |
| ---- | ----- | ------------- | ----- | ----------- | ------------------------- |
| 1    | 29    | Malachi Flynn | PG    | États-Unis  | Aztecs de San Diego State |
| 2    | 59    | Jalen Harris  | SG    | États-Unis  | Wolf Pack du Nevada       |

## Matchs

### Pré-saison
| Pré-saison Total: 2-1 (Domicile : 0-1; Extérieur : 2-0) |

| Match | Date match  | Équipe      | Score     | Meilleur marqueur  | Meilleur rebondeur  | Meilleur passeur     | Lieux           | Série |
| ----- | ----------- | ----------- | --------- | ------------------ | ------------------- | -------------------- | --------------- | ----- |
| 1     | 12 décembre | @ Charlotte | V 111-100 | Matt Thomas (16)   | Anunoby, Baynes (5) | Thomas, VanVleet (5) | Spectrum Center | 1 - 0 |
| 2     | 14 décembre | @ Charlotte | V 112-109 | Fred VanVleet (23) | Chris Boucher (8)   | Fred VanVleet (4)    | Spectrum Center | 2 - 0 |
| 3     | 18 décembre | Miami       | D 105-117 | Kyle Lowry (25)    | Pascal Siakam (9)   | Fred VanVleet (7)    | Amalie Arena    | 2 - 1 |

### Saison régulière
| Saison régulière Total: 27-45 (Domicile : 17-20; Extérieur : 10-24) |

| Match | Date match  | Équipe              | Score     | Meilleur marqueur  | Meilleur rebondeur | Meilleur passeur  | Lieux              | Série |
| ----- | ----------- | ------------------- | --------- | ------------------ | ------------------ | ----------------- | ------------------ | ----- |
| 1     | 23 décembre | La Nouvelle-Orléans | D 99-113  | Pascal Siakam (20) | Aron Baynes (9)    | Kyle Lowry (10)   | Amalie Arena       | 0 - 1 |
| 2     | 26 décembre | @ San Antonio       | D 114-119 | Fred VanVleet (27) | Pascal Siakam (15) | Kyle Lowry (10)   | AT&T Center        | 0 - 2 |
| 3     | 29 décembre | @ Philadelphie      | D 93-100  | Kyle Lowry (24)    | Johnson, Lowry (8) | Kyle Lowry (9)    | Wells Fargo Center | 0 - 3 |
| 4     | 31 décembre | New York            | V 100-83  | Fred VanVleet (25) | Chris Boucher (9)  | Fred VanVleet (7) | Amalie Arena       | 1 - 3 |

| Match | Date match | Équipe                | Score     | Meilleur marqueur  | Meilleur rebondeur | Meilleur passeur    | Lieux                   | Série  |
| ----- | ---------- | --------------------- | --------- | ------------------ | ------------------ | ------------------- | ----------------------- | ------ |
| 5     | 2 janvier  | @ La Nouvelle-Orléans | D 116-120 | Fred VanVleet (27) | Fred VanVleet (8)  | Kyle Lowry (8)      | Smoothie King Center    | 1 - 4  |
| 6     | 4 janvier  | Boston                | D 114-126 | Fred VanVleet (35) | Fred VanVleet (8)  | Kyle Lowry (5)      | Amalie Arena            | 1 - 5  |
| 7     | 6 janvier  | @ Phoenix             | D 115-123 | Pascal Siakam (32) | Lowry, Siakam (9)  | Fred VanVleet (7)   | PHX Arena               | 1 - 6  |
| 8     | 8 janvier  | @ Sacramento          | V 144-123 | Fred VanVleet (34) | Chris Boucher (10) | Pascal Siakam (12)  | Golden 1 Center         | 2 - 6  |
| 9     | 10 janvier | @ Golden State        | D 105-106 | Pascal Siakam (25) | Pascal Siakam (11) | Kyle Lowry (6)      | Chase Center            | 2 - 7  |
| 10    | 11 janvier | @ Portland            | D 111-112 | Pascal Siakam (22) | Pascal Siakam (13) | Pascal Siakam (10)  | Moda Center             | 2 - 8  |
| 11    | 14 janvier | Charlotte             | V 111-108 | Chris Boucher (25) | Chris Boucher (10) | Kyle Lowry (12)     | Amalie Arena            | 3 - 8  |
| 12    | 16 janvier | Charlotte             | V 116-113 | Norman Powell (24) | Chris Boucher (9)  | Fred VanVleet (10)  | Amalie Arena            | 4 - 8  |
| 13    | 18 janvier | Dallas                | V 116-93  | Kyle Lowry (23)    | OG Anunoby (11)    | Kyle Lowry (7)      | Amalie Arena            | 5 - 8  |
| 14    | 20 janvier | Miami                 | D 102-111 | Fred VanVleet (24) | Kyle Lowry (10)    | Fred VanVleet (9)   | Amalie Arena            | 5 - 9  |
| 15    | 22 janvier | Miami                 | V 101-81  | Norman Powell (23) | Pascal Siakam (14) | Fred VanVleet (7)   | Amalie Arena            | 6 - 9  |
| 16    | 24 janvier | @ Indiana             | V 107-102 | OG Anunoby (30)    | OG Anunoby (8)     | Norman Powell (6)   | Bankers Life Fieldhouse | 7 - 9  |
| 17    | 25 janvier | @ Indiana             | D 114-129 | Fred VanVleet (25) | Chris Boucher (9)  | Trois joueurs (6)   | Bankers Life Fieldhouse | 7 - 10 |
| 18    | 27 janvier | Milwaukee             | D 108-115 | Norman Powell (26) | Pascal Siakam (9)  | Fred VanVleet (10)  | Amalie Arena            | 7 - 11 |
| 19    | 29 janvier | Sacramento            | D 124-126 | Pascal Siakam (32) | Aron Baynes (10)   | Lowry, VanVleet (6) | Amalie Arena            | 7 - 12 |
| 20    | 31 janvier | Orlando               | V 115-102 | Pascal Siakam (30) | Aron Baynes (16)   | Kyle Lowry (15)     | Amalie Arena            | 8 - 12 |

| Match                                                                                      | Date match | Équipe       | Score     | Meilleur marqueur  | Meilleur rebondeur   | Meilleur passeur     | Lieux                   | Série   |
| ------------------------------------------------------------------------------------------ | ---------- | ------------ | --------- | ------------------ | -------------------- | -------------------- | ----------------------- | ------- |
| 21                                                                                         | 2 février  | @ Orlando    | V 123-108 | Fred VanVleet (54) | Kyle Lowry (10)      | Kyle Lowry (10)      | Amway Center            | 9 - 12  |
| 22                                                                                         | 5 février  | @ Brooklyn   | V 123-117 | Pascal Siakam (33) | Pascal Siakam (11)   | Kyle Lowry (7)       | Barclays Center         | 10 - 12 |
| 23                                                                                         | 6 février  | @ Atlanta    | D 121-132 | Chris Boucher (29) | Chris Boucher (10)   | Fred VanVleet (10)   | State Farm Arena        | 10 - 13 |
| 24                                                                                         | 8 février  | @ Memphis    | V 128-113 | Pascal Siakam (32) | Chris Boucher (10)   | Fred VanVleet (9)    | FedExForum              | 11 - 13 |
| 25                                                                                         | 10 février | @ Washington | V 137-115 | Norman Powell (28) | Chris Boucher (16)   | Fred VanVleet (7)    | Capital One Arena       | 12 - 13 |
| 26                                                                                         | 11 février | @ Boston     | D 106-120 | Kyle Lowry (24)    | Aron Baynes (8)      | Fred VanVleet (11)   | TD Garden               | 12 - 14 |
| 27                                                                                         | 14 février | Minnesota    | D 112-116 | Kyle Lowry (24)    | Pascal Siakam (8)    | Siakam, VanVleet (6) | Amalie Arena            | 12 - 15 |
| 28                                                                                         | 16 février | @ Milwaukee  | V 124-113 | Fred VanVleet (33) | Pascal Siakam (13)   | Fred VanVleet (7)    | Fiserv Forum            | 13 - 15 |
| 29                                                                                         | 18 février | @ Milwaukee  | V 110-96  | Norman Powell (29) | Boucher, Anunoby (7) | Fred VanVleet (8)    | Fiserv Forum            | 14 - 15 |
| 30                                                                                         | 19 février | @ Minnesota  | V 86-81   | Norman Powell (31) | Pascal Siakam (9)    | Pascal Siakam (6)    | Target Center           | 15 - 15 |
| 31                                                                                         | 21 février | Philadelphie | V 110-103 | Pascal Siakam (23) | Pascal Siakam (7)    | Fred VanVleet (9)    | Amalie Arena            | 16 - 15 |
| 32                                                                                         | 23 février | Philadelphie | D 102-109 | Norman Powell (24) | Fred VanVleet (8)    | Fred VanVleet (8)    | Amalie Arena            | 16 - 16 |
| 33                                                                                         | 24 février | @ Miami      | D 108-116 | Fred VanVleet (24) | Kyle Lowry (7)       | Kyle Lowry (8)       | American Airlines Arena | 16 - 17 |
| 34                                                                                         | 26 février | Houston      | V 122-111 | Norman Powell (30) | Kyle Lowry (11)      | Kyle Lowry (10)      | Amalie Arena            | 17 - 17 |
| -                                                                                          | 28 février | Chicago      | Reporté*  | Reporté*           | Reporté*             | Reporté*             | Amalie Arena            | -       |
| * Le match a été reporté à la suite du protocole sanitaire de la ligue contre la covid-19. |            |              |           |                    |                      |                      |                         |         |

| Match                  | Date match | Équipe          | Score     | Meilleur marqueur   | Meilleur rebondeur   | Meilleur passeur      | Lieux                      | Série   |
| ---------------------- | ---------- | --------------- | --------- | ------------------- | -------------------- | --------------------- | -------------------------- | ------- |
| 35                     | 3 mars     | Détroit         | D 105-129 | Norman Powell (36)  | Chris Boucher (8)    | Kyle Lowry (6)        | Amalie Arena               | 17 - 18 |
| 36                     | 4 mars     | @ Boston        | D 125-132 | Chris Boucher (30)  | Aron Baynes (9)      | Kyle Lowry (19)       | TD Garden                  | 17 - 19 |
| NBA All-Star Game 2021 |            |                 |           |                     |                      |                       |                            |         |
| 37                     | 11 mars    | Atlanta         | D 120-121 | Norman Powell (33)  | Aron Baynes (15)     | Kyle Lowry (12)       | Amalie Arena               | 17 - 20 |
| 38                     | 13 mars    | @ Charlotte     | D 104-114 | Kyle Lowry (19)     | Henry Ellenson (9)   | Kyle Lowry (8)        | Spectrum Center            | 17 - 21 |
| 39                     | 14 mars    | @ Chicago       | D 95-118  | Norman Powell (32)  | Baynes, Lowry (5)    | Kyle Lowry (8)        | United Center              | 17 - 22 |
| 40                     | 17 mars    | @ Détroit       | D 112-116 | Norman Powell (43)  | Kyle Lowry (6)       | Kyle Lowry (15)       | Little Caesars Arena       | 17 - 23 |
| 41                     | 19 mars    | Utah            | D 112-115 | Pascal Siakam (27)  | Fred VanVleet (6)    | Siakam, VanVleet (9)  | Amalie Arena               | 17 - 24 |
| 42                     | 21 mars    | @ Cleveland     | D 105-116 | Fred VanVleet (23)  | Aron Baynes (9)      | Fred VanVleet (7)     | Rocket Mortgage FieldHouse | 17 - 25 |
| 43                     | 22 mars    | @ Houston       | D 99-117  | Fred VanVleet (27)  | Boucher, Siakam (10) | Kyle Lowry (8)        | Toyota Center              | 17 - 26 |
| 44                     | 24 mars    | Denver          | V 135-111 | Pascal Siakam (27)  | Pascal Siakam (8)    | Kyle Lowry (9)        | Amalie Arena               | 18 - 26 |
| 45                     | 26 mars    | Phoenix         | D 100-104 | Pascal Siakam (26)  | Pascal Siakam (11)   | Lowry, Siakam (6)     | Amalie Arena               | 18 - 27 |
| 46                     | 28 mars    | Portland        | D 117-122 | Pascal Siakam (26)  | Chris Boucher (11)   | Fred VanVleet (8)     | Amalie Arena               | 18 - 28 |
| 47                     | 29 mars    | @ Détroit       | D 104-118 | Fred VanVleet (22)  | Pascal Siakam (6)    | Siakam, Trent Jr. (5) | Little Caesars Arena       | 18 - 29 |
| 48                     | 31 mars    | @ Oklahoma City | D 103-113 | Gary Trent Jr. (31) | OG Anunoby (11)      | Fred VanVleet (7)     | Chesapeake Energy Arena    | 18 - 30 |

| Match | Date match | Équipe        | Score     | Meilleur marqueur   | Meilleur rebondeur     | Meilleur passeur    | Lieux                      | Série   |
| ----- | ---------- | ------------- | --------- | ------------------- | ---------------------- | ------------------- | -------------------------- | ------- |
| 49    | 2 avril    | Golden State  | V 130-77  | Pascal Siakam (36)  | Yuta Watanabe (8)      | Flynn, Siakam (5)   | Amalie Arena               | 19 - 30 |
| 50    | 5 avril    | Washington    | V 103-101 | Pascal Siakam (22)  | Aron Baynes (8)        | DeAndre' Bembry (5) | Amalie Arena               | 20 - 30 |
| 51    | 6 avril    | L.A. Lakers   | D 101-110 | Pascal Siakam (27)  | Boucher, Flynn (8)     | Malachi Flynn (4)   | Amalie Arena               | 20 - 31 |
| 52    | 8 avril    | Chicago       | D 113-122 | Chris Boucher (38)  | Chris Boucher (19)     | Malachi Flynn (8)   | Amalie Arena               | 20 - 32 |
| 53    | 10 avril   | @ Cleveland   | V 135-115 | Gary Trent Jr. (44) | Gary Trent Jr. (7)     | Malachi Flynn (11)  | Rocket Mortgage FieldHouse | 21 - 32 |
| 54    | 11 avril   | @ New York    | D 96-102  | Gary Trent Jr. (23) | Chris Boucher (14)     | Pascal Siakam (7)   | Madison Square Garden      | 21 - 33 |
| 55    | 13 avril   | Atlanta       | D 103-108 | Pascal Siakam (30)  | Khem Birch (7)         | Pascal Siakam (7)   | Amalie Arena               | 21 - 34 |
| 56    | 14 avril   | San Antonio   | V 117-112 | OG Anunoby (22)     | Chris Boucher (12)     | Malachi Flynn (7)   | Amalie Arena               | 22 - 34 |
| 57    | 16 avril   | Orlando       | V 113-102 | Paul Watson (30)    | Boucher, Gillespie (7) | Malachi Flynn (8)   | Amalie Arena               | 23 - 34 |
| 58    | 18 avril   | Oklahoma City | V 112-106 | Chris Boucher (31)  | Chris Boucher (12)     | Flynn, Watson (5)   | Amalie Arena               | 24 - 34 |
| 59    | 21 avril   | Brooklyn      | V 114-103 | Pascal Siakam (27)  | Pascal Siakam (9)      | Pascal Siakam (6)   | Amalie Arena               | 25 - 34 |
| 60    | 24 avril   | @ New York    | D 103-120 | OG Anunoby (27)     | Trois joueurs (7)      | Fred VanVleet (11)  | Madison Square Garden      | 25 - 35 |
| 61    | 26 avril   | Cleveland     | V 112-96  | Pascal Siakam (25)  | Khem Birch (6)         | Kyle Lowry (10)     | Amalie Arena               | 26 - 35 |
| 62    | 27 avril   | Brooklyn      | D 103-116 | Kyle Lowry (24)     | Khem Birch (14)        | Anunoby, Lowry (6)  | Amalie Arena               | 26 - 36 |
| 63    | 29 avril   | @ Denver      | D 111-121 | OG Anunoby (25)     | Khem Birch (8)         | Kyle Lowry (7)      | Ball Arena                 | 26 - 37 |

| Match | Date match | Équipe          | Score          | Meilleur marqueur      | Meilleur rebondeur     | Meilleur passeur    | Lieux                    | Série   |
| ----- | ---------- | --------------- | -------------- | ---------------------- | ---------------------- | ------------------- | ------------------------ | ------- |
| 64    | 1er mai    | @ Utah          | D 102-106      | Fred VanVleet (30)     | Khem Birch (10)        | Fred VanVleet (7)   | Vivint Smart Home Arena  | 26 - 38 |
| 65    | 2 mai      | @ L.A. Lakers   | V 121-114      | Pascal Siakam (39)     | Pascal Siakam (13)     | Kyle Lowry (11)     | Staples Center           | 27 - 38 |
| 66    | 4 mai      | @ L.A. Clippers | D 100-105      | Fred VanVleet (27)     | Khem Birch (8)         | Fred VanVleet (13)  | Staples Center           | 27 - 39 |
| 67    | 6 mai      | Washington      | D 129-131 (OT) | Pascal Siakam (44)     | Pascal Siakam (11)     | Pascal Siakam (7)   | Amalie Arena             | 27 - 40 |
| 68    | 8 mai      | Memphis         | D 99-109       | Siakam, Trent Jr. (18) | Freddie Gillespie (8)  | [Trois joueurs (4)  | Amalie Arena             | 27 - 41 |
| 69    | 11 mai     | L.A. Clippers   | D 96-115       | Chris Boucher (16)     | Boucher, Gillespie (7) | Flynn, Harris (4)   | Amalie Arena             | 27 - 42 |
| 70    | 13 mai     | @ Chicago       | D 102-114      | Stanley Johnson (34)   | Stanley Johnson (10)   | Malachi Flynn (7)   | United Center            | 27 - 43 |
| 71    | 14 mai     | @ Dallas        | D 110-114      | Jalen Harris (31)      | Stanley Johnson (10)   | DeAndre' Bembry (6) | American Airlines Center | 27 - 44 |
| 72    | 16 mai     | Indiana         | D 113-125      | Malachi Flynn (27)     | Khem Birch (14)        | Stanley Johnson (7) | Amalie Arena             | 27 - 45 |

### Confrontations en saison régulière
| Conférence Est      | Conférence Est                              | Conférence Est                              | Conférence Est                              | Conférence Est                              | Conférence Ouest                            | Conférence Ouest                            | Conférence Ouest                            |
| Division Atlantique | Division Atlantique                         | Division Atlantique                         | Division Atlantique                         | Division Atlantique                         | Division Nord-Ouest                         | Division Nord-Ouest                         | Division Nord-Ouest                         |
| Équipe              | Domicile                                    | Domicile                                    | Extérieur                                   | Extérieur                                   | Équipe                                      | Domicile                                    | Extérieur                                   |
| ------------------- | ------------------------------------------- | ------------------------------------------- | ------------------------------------------- | ------------------------------------------- | ------------------------------------------- | ------------------------------------------- | ------------------------------------------- |
| Boston              | 114-126                                     |                                             | 106-120                                     | 125-132                                     | Denver                                      | 135-111                                     | 111-121                                     |
| Brooklyn            | 114-103                                     | 103-116                                     | 123-117                                     |                                             | Minnesota                                   | 112-116                                     | 86-81                                       |
| New York            | 100-83                                      |                                             | 96-102                                      | 103-120                                     | Oklahoma City                               | 112-106                                     | 103-113                                     |
| Philadelphie        | 110-103                                     | 102-109                                     | 93-100                                      |                                             | Portland                                    | 117-122                                     | 111-112                                     |
|                     |                                             |                                             |                                             |                                             | Utah                                        | 112-115                                     | 102-106                                     |
|                     | 3–3                                         | 3–3                                         | 1–5                                         | 1–5                                         |                                             | 2–3                                         | 1–4                                         |
| Division            | 4–8                                         | 4–8                                         | 4–8                                         | 4–8                                         | Division                                    | 3–7                                         | 3–7                                         |
| Division Centrale   | Division Centrale                           | Division Centrale                           | Division Centrale                           | Division Centrale                           | Division Pacifique                          | Division Pacifique                          | Division Pacifique                          |
| Équipe              | Domicile                                    | Domicile                                    | Extérieur                                   | Extérieur                                   | Équipe                                      | Domicile                                    | Extérieur                                   |
| Chicago             | 113-122                                     |                                             | 95-118                                      | 102-114                                     | Golden State                                | 130-77                                      | 105-106                                     |
| Cleveland           | 112-96                                      |                                             | 105-116                                     | 135-115                                     | L.A. Clippers                               | 96-115                                      | 100-105                                     |
| Detroit             | 105-129                                     |                                             | 112-116                                     | 104-118                                     | L.A. Lakers                                 | 101-110                                     | 121-114                                     |
| Indiana             | 113-125                                     |                                             | 107-102                                     | 114-129                                     | Phoenix                                     | 100-104                                     | 115-123                                     |
| Milwaukee           | 108-115                                     |                                             | 124-113                                     | 110-96                                      | Sacramento                                  | 124-126                                     | 144-123                                     |
|                     | 1–4                                         | 1–4                                         | 4–6                                         | 4–6                                         |                                             | 1–4                                         | 2–3                                         |
| Division            | 5–10                                        | 5–10                                        | 5–10                                        | 5–10                                        | Division                                    | 3–7                                         | 3–7                                         |
| Division Sud-Est    | Division Sud-Est                            | Division Sud-Est                            | Division Sud-Est                            | Division Sud-Est                            | Division Sud-Ouest                          | Division Sud-Ouest                          | Division Sud-Ouest                          |
| Équipe              | Domicile                                    | Domicile                                    | Extérieur                                   | Extérieur                                   | Équipe                                      | Domicile                                    | Extérieur                                   |
| Atlanta             | 120-121                                     | 103-108                                     | 121-132                                     |                                             | Dallas                                      | 116-93                                      | 110-114                                     |
| Charlotte           | 111-108                                     | 116-113                                     | 104-114                                     |                                             | Houston                                     | 122-111                                     | 99-117                                      |
| Miami               | 102-111                                     | 101-81                                      | 108-116                                     |                                             | Memphis                                     | 99-109                                      | 128-113                                     |
| Orlando             | 115-102                                     | 113-102                                     | 123-108                                     |                                             | New Orleans                                 | 99-113                                      | 116-120                                     |
| Washington          | 103-101                                     | 129-131 (OT)                                | 137-115                                     |                                             | San Antonio                                 | 117-112                                     | 114-119                                     |
|                     | 6–4                                         | 6–4                                         | 2–3                                         | 2–3                                         |                                             | 3–2                                         | 1–4                                         |
| Division            | 8–7                                         | 8–7                                         | 8–7                                         | 8–7                                         | Division                                    | 4–6                                         | 4–6                                         |
| Conférence          | 17–25 (Domicile : 10–11; Extérieur : 7–14)  | 17–25 (Domicile : 10–11; Extérieur : 7–14)  | 17–25 (Domicile : 10–11; Extérieur : 7–14)  | 17–25 (Domicile : 10–11; Extérieur : 7–14)  | Conférence                                  | 10–20 (Domicile : 6–9; Extérieur : 4–11)    | 10–20 (Domicile : 6–9; Extérieur : 4–11)    |
| Total               | 27–45 (Domicile : 16–20; Extérieur : 11–25) | 27–45 (Domicile : 16–20; Extérieur : 11–25) | 27–45 (Domicile : 16–20; Extérieur : 11–25) | 27–45 (Domicile : 16–20; Extérieur : 11–25) | 27–45 (Domicile : 16–20; Extérieur : 11–25) | 27–45 (Domicile : 16–20; Extérieur : 11–25) | 27–45 (Domicile : 16–20; Extérieur : 11–25) |

## Classements
| Conférence Est | Conférence Est             | Conférence Est | Conférence Est | Conférence Est | Conférence Est | Conférence Est | Conférence Est |
| No             | Franchise                  | Vic.           | Déf.           | MJ             | V/D            | GB             |                |
| -------------- | -------------------------- | -------------- | -------------- | -------------- | -------------- | -------------- | -------------- |
| 1              | c - 76ers de Philadelphie* | 49             | 23             | 72             | .681           | –              |                |
| 2              | x - Nets de Brooklyn       | 48             | 24             | 72             | .667           | 1              |                |
| 3              | y - Bucks de Milwaukee*    | 46             | 26             | 72             | .639           | 3              |                |
| 4              | x - Knicks de New York     | 41             | 31             | 72             | .569           | 8              |                |
| 5              | y - Hawks d'Atlanta*       | 41             | 31             | 72             | .569           | 8              |                |
| 6              | x - Heat de Miami          | 40             | 32             | 72             | .556           | 9              |                |
|                |                            |                |                |                |                |                |                |
| 7              | x - Celtics de Boston      | 36             | 36             | 72             | .500           | 13             |                |
| 8              | x - Wizards de Washington  | 34             | 38             | 72             | .472           | 15             |                |
| 9              | o - Pacers de l'Indiana    | 34             | 38             | 72             | .472           | 15             |                |
| 10             | o - Hornets de Charlotte   | 33             | 39             | 72             | .458           | 16             |                |
|                |                            |                |                |                |                |                |                |
| 11             | o - Bulls de Chicago       | 31             | 41             | 72             | .431           | 18             |                |
| 12             | o - Raptors de Toronto     | 27             | 45             | 72             | .375           | 22             |                |
| 13             | o - Cavaliers de Cleveland | 22             | 50             | 72             | .306           | 27             |                |
| 14             | o - Magic d'Orlando        | 21             | 51             | 72             | .292           | 28             |                |
| 15             | o - Pistons de Détroit     | 20             | 52             | 72             | .278           | 29             |                |

| Division Atlantique       | V  | D  | MJ | V/D  | GB | Dom   | Ext   | Div  |
| ------------------------- | -- | -- | -- | ---- | -- | ----- | ----- | ---- |
| c - 76ers de Philadelphie | 49 | 23 | 72 | .681 | –  | 29–7  | 20–16 | 10–2 |
| x - Nets de Brooklyn      | 48 | 24 | 72 | .667 | 1  | 28–8  | 20–16 | 8–4  |
| x - Knicks de New York    | 41 | 31 | 72 | .569 | 6  | 25–11 | 16–20 | 4–8  |
| x - Celtics de Boston     | 36 | 36 | 72 | .500 | 13 | 21–15 | 15–21 | 4–8  |
| o - Raptors de Toronto    | 27 | 45 | 72 | .375 | 22 | 16–20 | 11–25 | 4–8  |

## Effectif

### Effectif actuel
| Raptors de Toronto Effectif en fin de saison régulière         |    |                         |                       |                   |
| Entraîneur : Nick Nurse                                        |    |                         |                       |                   |
| Ailier / Ailier fort                                           | 3  | Drapeau de l'Angleterre | OG Anunoby            | Indiana           |
| Pivot                                                          | 46 | /                       | Aron Baynes           | Washington State  |
| Arrière / Ailier                                               | 95 | Drapeau des États-Unis  | DeAndre' Bembry       | Saint-Joseph      |
| Ailier fort / Pivot                                            | 24 | Drapeau du Canada       | Khem Birch            | UNLV              |
| Ailier fort / Pivot                                            | 25 | /                       | Chris Boucher         | Oregon            |
| Meneur                                                         | 8  | Drapeau des États-Unis  | Malachi Flynn (R)     | San Diego State   |
| Ailier fort / Pivot                                            | 55 | Drapeau des États-Unis  | Freddie Gillespie (R) | Baylor            |
| Arrière                                                        | 2  | Drapeau des États-Unis  | Jalen Harris (R) (TW) | Nevada            |
| Arrière / Ailier                                               | 32 | Drapeau des États-Unis  | Rodney Hood           | Duke              |
| Ailier                                                         | 5  | Drapeau des États-Unis  | Stanley Johnson       | Arizona           |
| Meneur                                                         | 7  | Drapeau des États-Unis  | Kyle Lowry (C)        | Villanova         |
| Ailier fort                                                    | 43 | Drapeau du Cameroun     | Pascal Siakam         | New Mexico State  |
| Arrière / Ailier                                               | 33 | Drapeau des États-Unis  | Gary Trent Jr.        | Duke              |
| Meneur / Arrière                                               | 23 | Drapeau des États-Unis  | Fred VanVleet         | Wichita State     |
| Ailier / Ailier fort                                           | 18 | Drapeau du Japon        | Yuta Watanabe         | George Washington |
| Ailier                                                         | 1  | Drapeau des États-Unis  | Paul Watson           | Fresno State      |
| (C) - Capitaine, (R) - Rookie, (TW) - Two-way contract, Blessé |    |                         |                       |                   |

## Récompenses durant la saison
| Date  | Joueur        | Récompense                             |
| ----- | ------------- | -------------------------------------- |
| Avril | Malachi Flynn | Rookie du mois dans la Conférence Est. |

## Transactions

### Extension de contrat
| Date       | Joueur     | Extension                                                                       |
| ---------- | ---------- | ------------------------------------------------------------------------------- |
| 21/12/2020 | OG Anunoby | Extension de contrat de 72 000 000 $ sur 4 ans à partir de la saison 2021-2022. |

### Joueurs qui re-signent
|  | Joueur ayant signé un contrat non-garanti, pour intégrer les camps d'entraînement de l'équipe. |

| Date       | Joueur                         | Contrat                                                  |
| ---------- | ------------------------------ | -------------------------------------------------------- |
| 24/11/2020 | Fred VanVleet                  | Contrat de 85 000 000 $ sur 4 ans.                       |
| 25/11/2020 | Chris Boucher                  | Contrat partiellement garanti de 13 500 000 $ sur 2 ans. |
| 28/11/2020 | Oshae Brissett                 | Contrat partiellement garanti de 3 147 290 $ sur 2 ans.  |
| 19/12/2020 | Paul Watson (Two-way contract) | Contrat partiellement garanti de 3 147 290 $ sur 2 ans.  |
| 19/12/2020 | Dewan Hernandez                | Contrat non-garanti de 1 445 697 $ sur 1 an.             |

### Options dans les contrats
| Date       | Joueur          | Option                                                                                 |
| ---------- | --------------- | -------------------------------------------------------------------------------------- |
| 16/11/2020 | Stanley Johnson | Stanley Johnson active son option joueur de 3 804 150 $ pour la saison 2020-2021.      |
| 19/11/2020 | Malcolm Miller  | Toronto refuse de prolonger la "Qualifying Offer". Malcolm Miller devient agent libre. |

### Échanges
| Mars    | Mars                                                                      | Mars                                               | Mars   |
| ------- | ------------------------------------------------------------------------- | -------------------------------------------------- | ------ |
| 25 mars | Vers les Raptors de Toronto - Rodney Hood - Gary Trent Jr.                | Vers les Trail Blazers de Portland - Norman Powell | [ 14 ] |
| 25 mars | Vers les Raptors de Toronto - Second tour de draft 2021                   | Vers les Kings de Sacramento - Terence Davis       | [ 15 ] |
| 25 mars | Vers les Raptors de Toronto - Second tour de draft 2021 (De Golden State) | Vers le Jazz de l'Utah - Matt Thomas               | [ 16 ] |

### Arrivées

#### Draft
| Date       | Joueur              | Provenance                       |
| ---------- | ------------------- | -------------------------------- |
| 26/11/2020 | Malachi Flynn (#29) | Aztecs de San Diego State (NCAA) |

#### Agents libres
|  | Joueur ayant signé un contrat non-garanti, pour intégrer les camps d'entraînement de l'équipe. |

| Date       | Joueur            | Provenance                                | Contrat                                                 |
| ---------- | ----------------- | ----------------------------------------- | ------------------------------------------------------- |
| 24/11/2020 | Aron Baynes       | Suns de Phoenix                           | Contrat de 14 350 000 $ sur 2 ans.                      |
| 25/11/2020 | DeAndre' Bembry   | Hawks d'Atlanta                           | Contrat de 3 714 156 $ sur 2 ans.                       |
| 25/11/2020 | Alex Len          | Kings de Sacramento                       | Contrat de 2 258 000 $ sur 1 an.                        |
| 26/11/2020 | Henry Ellenson    | Raptors 905 (NBA G-League)                | Contrat partiellement garanti de 3 714 156 $ sur 2 ans. |
| 27/11/2020 | Yuta Watanabe     | Grizzlies de Memphis                      | Contrat non-garanti de 1 620 564 $ sur 1 an.            |
| 28/11/2020 | Alize Johnson     | Pacers de l'Indiana                       | Contrat non-garanti de 1 620 564 $ sur 1 an.            |
| 19/12/2020 | Tres Tinkle       | Lakers de Los Angeles                     | Contrat non-garanti de 898 310 $ sur 1 an.              |
| 19/12/2020 | Breein Tyree      | Heat de Miami                             | Contrat non-garanti de 898 310 $ sur 1 an.              |
| 10/04/2021 | Khem Birch        | Magic d'Orlando                           | Contrat de 425 463 $ jusqu'à la fin de la saison.       |
| 19/04/2021 | Yuta Watanabe     | Raptors de Toronto (Two-way contract)     | Contrat partiellement garanti de 2 084 689 $ sur 2 ans. |
| 28/04/2021 | Freddie Gillespie | Raptors de Toronto (contrats de 10 jours) | Contrat partiellement garanti de 3 721 360 $ sur 2 ans. |

#### Two-way contracts
| Date       | Joueur                                                           | Provenance                 |
| ---------- | ---------------------------------------------------------------- | -------------------------- |
| 28/11/2020 | Jalen Harris (#59)                                               | Wolf Pack du Nevada (NCAA) |
| 19/12/2020 | Yuta Watanabe (Contrat non-garanti converti en Two-way contract) | Raptors de Toronto         |

#### Contrats de 10 jours
| Date       | Joueur            | Provenance                     |
| ---------- | ----------------- | ------------------------------ |
| 26/02/2021 | Donta Hall        | NBA G League Ignite (G League) |
| 10/03/2021 | Henry Ellenson    | Raptors 905 (G League)         |
| 08/04/2021 | Freddie Gillespie | Hustle de Memphis (G League)   |
| 18/04/2021 | Freddie Gillespie | Second contrat de 10 jours     |

### Départs

#### Agents libres
| Date       | Joueur                  | Nouvelle équipe ¹                     |
| ---------- | ----------------------- | ------------------------------------- |
| 24/11/2020 | Marc Gasol              | Lakers de Los Angeles                 |
| 25/11/2020 | Serge Ibaka             | Clippers de Los Angeles               |
| 03/12/2020 | Rondae Hollis-Jefferson | Timberwolves du Minnesota             |
| 18/12/2020 | Malcolm Miller          | Jazz de l'Utah                        |
| 11/01/2021 | Oshae Brissett          | Mad Ants de Fort Wayne (NBA G-League) |
| 23/01/2021 | Alex Len                | Wizards de Washington                 |
| 27/01/2021 | Henry Ellenson          | Raptors 905 (NBA G-League)            |
| 27/01/2021 | Dewan Hernandez         | Raptors 905 (NBA G-League)            |
| 27/01/2021 | Alize Johnson           | Raptors 905 (NBA G-League)            |
| 27/01/2021 | Tres Tinkle             | Raptors 905 (NBA G-League)            |
| 27/01/2021 | Breein Tyree            | Raptors 905 (NBA G-League)            |
| 23/02/2021 | Shamorie Ponds          | OKK Spars                             |

#### Joueurs coupés
|  | Joueurs non conservés après les camps d'entraînements de l'équipe. |

| Date       | Joueur          |
| ---------- | --------------- |
| 26/11/2020 | Dewan Hernandez |
| 19/12/2020 | Oshae Brissett  |
| 19/12/2020 | Henry Ellenson  |
| 19/12/2020 | Alize Johnson   |
| 19/12/2020 | Dewan Hernandez |
| 19/12/2020 | Tres Tinkle     |
| 19/12/2020 | Breein Tyree    |
| 19/01/2021 | Alex Len        |
| 09/04/2021 | Patrick McCaw   |